# Oschten
Der Oschten (russisch Оштен, adygeisch Ошъутен) ist ein Berg im Kaukasus mit 2804 m Höhe.
Der Berg befindet sich in der russischen Teilrepublik Adygeja. Zusammen mit dem 5 km südwestlich liegenden Fischt (2867 m) und dem dazwischen liegenden Pschecho-Su (2743 m) bildet er das Fischt-Oschten-Massiv, an dem die Quelle der Belaja liegt.

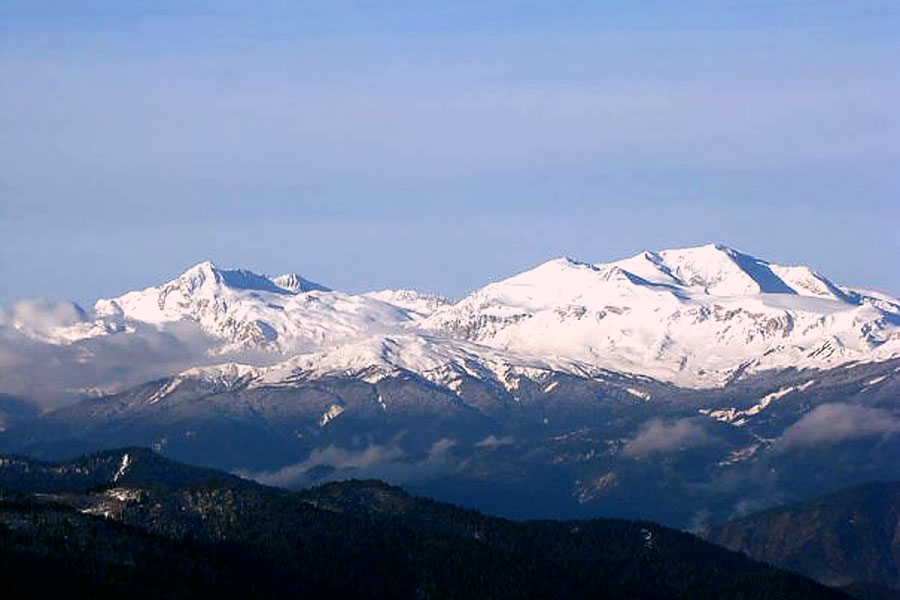
Oschten (links) und Fischt (rechts)